# Baum-Connes-Vermutung
Die Baum-Connes-Vermutung ist eine mathematische Vermutung, die eine tiefe Verbindung zwischen der K-Theorie und K-Homologie von Strukturen macht, welche mit einer topologischen Gruppe verbunden sind. Die Vermutung verknüpft dadurch das Gebiet der Topologie mit der Funktionalanalysis. Sie sagt, dass die K-Homologie des klassifizierenden Raumes der eigentlichen Wirkung einer lokalkompakten Gruppe {\displaystyle \Gamma } vollständig durch die K-Theorie ihrer reduzierten Gruppen-C*-Algebra {\displaystyle C_{r}^{*}(\Gamma )} beschrieben werden können.
Formal wird eine Abbildung {\displaystyle \mu ^{\Gamma }} zwischen der K-Homologie und der K-Gruppe gebildet, die sogenannte (analytische) Assembly-Abbildung, und die Vermutung ist, dass diese Abbildung ein Isomorphismus ist. 
Die Vermutung wurde 1982 von Paul Baum und Alain Connes formuliert. Die Wichtigkeit der Vermutung liegt insbesondere darin, dass ein positiver Beweis der Vermutung weitere Vermutungen impliziert, darunter die Nowikow-Vermutung, die Gromow-Lawson–Rosenberg-Vermutung (in einer Richtung) und die Kaplansky-Kadison-Vermutung.

## Baum-Connes-Vermutung
Sei {\displaystyle \Gamma } eine lokalkompakte Gruppe, die zweitabzählbar ist. Die funktionalanalytische Seite besteht aus der reduzierten Gruppen-C*-Algebra {\displaystyle C_{r}^{*}(\Gamma )} und ihren K-Gruppen {\displaystyle K_{i}(C_{r}^{*}(\Gamma ))} für {\displaystyle i=0,1}. Die topologisch-geometrische Seite besteht aus dem klassifizierenden Raum {\displaystyle {\underline {E}}\Gamma } der eigentlichen Wirkung von {\displaystyle \Gamma } und der {\displaystyle \Gamma }-äquivarenten K-Homologie mit {\displaystyle \Gamma }-kompaktem Träger {\displaystyle RK_{i}^{\Gamma }({\underline {E}}\Gamma )} für {\displaystyle i=0,1}.
Die Verbindung zwischen beiden Seiten wird durch die analytischen Assembly-Abbildungen (oder Indexabbildungen) gegeben:
{\displaystyle \mu _{i}^{\Gamma }:RK_{i}^{\Gamma }({\underline {E}}\Gamma )\to K_{i}(C_{r}^{*}(\Gamma )),\quad i=0,1}.
Die Baum-Connes-Vermutung lautet nun:
Die Assembly-Abbildungen {\displaystyle \mu _{i}^{\Gamma }:RK_{i}^{\Gamma }({\underline {E}}\Gamma )\to K_{i}(C_{r}^{*}(\Gamma ))} für {\displaystyle i=0,1} sind Isomorphismen.

### Erläuterungen
Die K-Homologie ist die zur topologischen K-Theorie duale Homologietheorie. In Kasparows KK-Theorie ist die K-Homologie einer C*-Algebra {\displaystyle A} als die Gruppe {\displaystyle KK(A,\mathbb {C} )} definiert und die K-Theorie von {\displaystyle A} als die Gruppe {\displaystyle KK(\mathbb {C} ,A)}. Nach dem Kasparow-Produkt gilt
{\displaystyle KK(\mathbb {C} ,A)\times KK(A,\mathbb {C} )\mapsto KK(\mathbb {C} ,\mathbb {C} )\cong \mathbb {Z} .}